# Лизиноприл

Лизиноприл — ингибитор ангиотензинпревращающего фермента (АПФ) пролонгированного действия, предназначен для лечения артериальной гипертензии, и профилактики развития её осложнений. Особенностью препарата является то, что он не метаболизируется в жировой ткани, что позволяет эффективно использовать его у пациентов с избыточной массой.

## История создания
Лизиноприл является представителем II поколения ингибиторов АПФ. Оригинальный препарат Привинил (Privinil) выпускается компанией MSD, но в России не представлен. Лизиноприл — достойная замена каптоприлу, полученному ещё в 1975 году. Несмотря на то, что недавно появилось III поколение ингибиторов АПФ, лизиноприл под разными торговыми наименованиями широко применяется в клинической практике в России и за рубежом.

## Фармакологическое действие
Ингибитор АПФ, уменьшает образование ангиотензина II из ангиотензина I. Снижение содержания ангиотензина II ведет к прямому уменьшению выделения альдостерона. Уменьшает деградацию брадикинина и увеличивает синтез простагладинов. Снижает ОПСС, АД, преднагрузку, давление в легочных капиллярах, вызывает увеличение МОК и повышение толерантности миокарда к нагрузкам у больных с ХСН. Расширяет артерии в большей степени, чем вены. Некоторые эффекты объясняются воздействием на тканевые РААС.
При длительном применении уменьшается гипертрофия миокарда и стенок артерий резистивного типа. Улучшает кровоснабжение ишемизированного миокарда. Ингибиторы АПФ удлиняют продолжительность жизни у больных ХСН, замедляют прогрессирование дисфункции левого желудочка у больных, перенесших инфаркт миокарда без клинических проявлений СН. Начало действия — через 1 час. Максимальный эффект определяется через 6—7 часов, длительность — 24 часа. При артериальной гипертензии эффект отмечается в первые дни после начала лечения, стабильное действие развивается через 1—2 месяца.

## Фармакокинетика
Абсорбция — 30 % (6—60 %); биодоступность — 25 %. Слабо связывается с белками плазмы. Проницаемость через гемато-энцефалический барьер и плацентарный барьер — низкая. Cmax — около 90 нг/мл, TCmax — 7 часа. Метаболизму практически не подвергается и выводится почками в неизмененном виде. T½ — 12 часа.

## Показания
Артериальная гипертензия (в монотерапии или в комбинации с другими гипотензивными лекарственными средствами). Хроническая сердечная недостаточность (в составе комбинированной терапии для лечения пациентов, принимающих сердечные гликозиды и/или диуретики). Раннее лечение острого инфаркта миокарда (в составе комбинированной терапии). Диабетическая нефропатия (снижения альбуминурии у пациентов с сахарным диабетом 1 типа с нормальным артериальным давлением и пациентов с сахарным диабетом 2 типа с артериальной гипертензией).

## Противопоказания
Гиперчувствительность, в том числе к другим ингибиторам АПФ, ангионевротический отек в анамнезе, в том числе на фоне применения ингибиторов АПФ, наследственный отёк Квинке или идиопатический отёк, беременность, период лактации, возраст до 18 лет (эффективность и безопасность не установлены).
C осторожностью.
Аортальный стеноз, цереброваскулярные заболевания (в том числе недостаточность мозгового кровообращения), ишемическая болезнь сердца, коронарная недостаточность, тяжёлые аутоиммунные системные заболевания соединительной ткани (в том числе системная красная волчанка, склеродермия), угнетение костномозгового кроветворения, сахарный диабет, гиперкалиемия, двусторонний стеноз почечных артерий, стеноз артерии единственной почки, состояние после трансплантации почек, почечная недостаточность, азотемия, первичный альдостеронизм, ГОКМП, артериальная гипотензия, диета с ограничением соли, состояния, сопровождающиеся снижением ОЦК (в том числе диарея, рвота), пожилой возраст.

## Режим дозирования
Внутрь, 1 раз в сутки утром, независимо от приема пищи, предпочтительно в одно и то же время. Эссенциальная гипертензия: начальная доза — 10 мг/сут, поддерживающая доза — 20 мг/сут. Максимальная суточная доза — 40 мг. Для полного развития эффекта может потребоваться 2-4-нед, что следует учитывать при повышении дозы. Если применение препарата в максимальной дозе не вызывает достаточного терапевтического эффекта, то возможно дополнительное назначение другого гипотензивного лекарственного средства. У пациентов, получавших предварительно диуретики, необходимо их отменить за 2—3 дня до начала применения препарата. При невозможности отмены диуретиков начальная доза лизиноприла должна составлять не более 5 мг/сут.
Реноваскулярная гипертензия или другие состояния с повышенной активностью ренин-ангиотензин-альдостероновой системы: начальная доза — 2,5—5 мг/сут под контролем артериального давления, функции почек, концентрации калия в сыворотке крови. Поддерживающую дозу устанавливают в зависимости от величины артериального давления. При хронической почечной недостаточности доза определяется в зависимости от КК: при КК 30-70 мл/мин — 5—10 мг/сут, при КК — 10—30 мл/мин — 2,5—5 мг/сут, менее 10 мл/мин, в том числе пациенты, находящиеся на гемодиализе — 2,5 мг/сут. Поддерживающая доза определяется в зависимости от АД (под контролем функции почек, концентрации K+ и Na+ в крови). Хроническая сердечная недостаточность (одновременно с диуретиками и/или сердечными гликозидами): начальная доза — 2,5 мг/сут, с постепенным повышением на 2,5 мг через 3—5 дней до 5—10 мг/сут. Максимальная суточная доза — 20 мг. По возможности дозу диуретика следует уменьшить до начала приема лизиноприла.
Острый инфаркт миокарда (в составе комбинированной терапии в первые 24 ч со стабильными показателями гемодинамики): в первые 24 ч — 5 мг, затем 5 мг через 1 сутки, 10 мг через двое суток и затем по 10 мг 1 раз в сутки. Курс лечения — не менее 6 нед. В начале лечения или в течение первых 3-х суток после острого инфаркта миокарда у больных с низким систолическим артериальным давлением (120 мм рт. ст. или ниже) назначают меньшую дозу — 2,5 мг. В случае снижения артериального давления (систолическое артериальное давление ниже или равно 100 мм рт. ст.) суточную дозу в 5 мг при необходимости временно снижают до 2,5 мг. В случае длительного выраженного снижения артериального давления (систолическое артериальное давление ниже 90 мм рт. ст. более 1 ч) лечение препаратом прекращают.
Диабетическая нефропатия: начальная доза — 10 мг/сут, которую при необходимости повышают до 20 мг/сут с целью достижения значений диастолического артериального давления ниже 75 мм рт. ст. в положении «сидя» для пациентов с сахарным диабетом 2 типа и ниже 90 мм рт. ст. в положении «сидя» у пациентов с сахарным диабетом 1 типа.

## Побочные эффекты
Наиболее часто встречающиеся побочные эффекты: головокружение, головная боль, повышенная утомляемость, диарея, сухой кашель, тошнота.
Со стороны сердечно-сосудистой системы: выраженное снижение АД, боль в груди, редко — ортостатическая гипотензия, тахикардия, брадикардия, усугубление симптомов СН, нарушение AV проводимости, инфаркт миокарда, учащенное сердцебиение.
Со стороны центральной нервной системы: эмоциональная лабильность, спутанность сознания, парестезии, сонливость. Со стороны органов кроветворения: лейкопения, нейтропения, агранулоцитоз, тромбоцитопения, анемия (снижение Hb, гематокрита, эритропения). Со стороны дыхательной системы: одышка, бронхоспазм.
Со стороны пищеварительной системы: сухость слизистой оболочки полости рта, анорексия, диспепсия, изменения вкуса, абдоминальная боль, панкреатит, желтуха (гепатоцеллюлярная или холестатическая), гепатит.
Со стороны кожных покровов: повышенное потоотделение, алопеция, фотосенсибилизация.
Со стороны мочеполовой системы: нарушение функции почек, олигурия, анурия, острая почечная недостаточность, уремия, протеинурия, снижение потенции.
Аллергические реакции: ангионевротический отек лица, конечностей, губ, языка, надгортанника и/или гортани, кожные высыпания, крапивница, зуд, лихорадка, положительные результаты теста на антинуклеарные антитела, повышение СОЭ, эозинофилия, лейкоцитоз, очень редко — интестинальный ангионевротический отек.
Прочие: астения, миалгия, артралгия/артрит, васкулит, судорожные подергивания мышц конечностей и губ. Лабораторные показатели: гиперкалиемия, гипонатриемия, редко — повышение активности «печеночных» ферментов, гипербилирубинемия, гиперкреатининемия, повышение концентрации мочевины в сыворотке.
Передозировка. Симптомы: выраженное снижение артериального давления, сухость слизистой оболочки полости рта, сонливость, задержка мочеиспускания, запор, беспокойство, повышенная раздражительность. Лечение: симптоматическая терапия, в/в 0,9 % раствора NaCl, при необходимости — вазопрессорные лекарственные средства, контроль артериального давления, водно-электролитного баланса. Гемодиализ эффективен.

## Особые указания
Требуется особая осторожность при назначении больным с двусторонним стенозом почечных артерий или стенозом артерии единственной почки (возможно увеличение концентрации мочевины и креатинина в крови), больным с ИБС или цереброваскулярным заболеванием, с декомпенсированной ХСН (возможны артериальная гипотензия, инфаркт миокарда, инсульт). У больных с ХСН возникающая артериальная гипотензия может привести к ухудшению функции почек.
Выраженное снижение АД на фоне лечения чаще всего возникает при снижении объёма циркулирующей крови, вызванного терапией диуретиками, ограничением потребления поваренной соли, диализом, диареей или рвотой. Лечение лизиноприлом при остром инфаркте миокарда проводят на фоне стандартной терапии (тромболитики, АСК, β-адреноблокаторы).
Совместим с в/в введением нитроглицерина или с ТТС нитроглицерина. При применении лекарственных средств, снижающих артериальное давление, у больных при обширном хирургическом вмешательстве или во время анестезии лизиноприл может блокировать образование ангиотензина II, вторичное по отношению к компенсаторному выделению ренина.
Перед хирургическим вмешательством (включая стоматологическую хирургию) следует информировать хирурга/анестезиолога о применении ингибитора АПФ.
На основании результатов эпидемиологических исследований предполагается, что одновременный приём ингибиторов АПФ и инсулина, а также пероральных гипогликемических лекарственных средств может приводить к развитию гипогликемии. Наибольший риск развития наблюдается в течение первых недель комбинированной терапии, а также у пациентов с нарушением функции почек. У пациентов с сахарным диабетом требуется тщательный контроль гликемии, особенно во время первого месяца терапии ингибитором АПФ.
Перед началом лечения необходимо компенсировать потерю жидкости и солей. Факторы риска для развития гиперкалиемии включают ХПН, сахарный диабет и одновременное применение калийсберегающих диуретиков (спиронолактон, триамтерен или амилорид), препаратов K+ или заменителей соли, содержащих K+. Рекомендуется периодический контроль концентрации K+ в плазме крови.
У больных, принимающих ингибиторы АПФ при проведении десенсибилизации к гименоптере, крайне редко, возможно появление угрожающей жизни анафилактоидной реакции. Необходимо временно прекратить лечение ингибитором АПФ перед началом курса десенсибилизации. Возможно возникновение анафилактоидных реакций при одновременном проведении гемодиализа с использованием высокопроточных мембран (в том числе AN 69). Необходимо рассмотреть возможность применения другого типа мембраны для диализа или другого гипотензивного лекарственного средства.
Безопасность и эффективность применения лизиноприла у детей не установлена. Применение во время беременности противопоказано, за исключением случаев, когда применять другие лекарственные средства нельзя или они неэффективны (больная должна быть проинформирована о потенциальном риске для плода).

## Взаимодействие
Замедляет выведение препаратов Li+. Нестероидные противовоспалительные препараты (в том числе селективные ингибиторы ЦОГ-2), эстрогены, адреномиметики снижают гипотензивный эффект. При одновременном применении с калийсберегающими диуретиками и препаратами K+ возможна гиперкалиемия. Комбинированное применение с β-адреноблокаторами, БМКК, диуретиками и другими гипотензивными лекарственными средствами усиливает выраженность гипотензивного действия. Антациды и колестирамин снижают всасывание в желудочно-кишечный тракт. При одновременном применении ингибиторов АПФ и препаратов золота (натрия ауротиомалат) описан симптомокомплекс, включающий гиперемию лица, тошноту, рвоту и снижение артериального давления. Инсулин и пероральные гипогликемические лекарственные средства — риск развития гипогликемии.